# La princesa Sara
Princesa Sara (小公女セーラ Shōkōjo Sēra?) es una serie de anime basada en la novela estadounidense La princesita ("A Little Princess") de Frances Hodgson Burnett.  La serie fue emitida originalmente en Japón en el año 1985, parte del contenedor infantil World Masterpiece Theater o Meisaku de Nippon Animation.  El contenedor había antes y después producido una gran variedad de series de animación basadas en diferentes obras literarias infantiles; entre ellas estaban "Katoli" (1984) y "Pollyanna" (1986). En España, la serie fue emitida en el programa La banda de canal sur a finales de 1999, con repeticiones en 2000 y 2001. En Madrid, fue emitida en Popular TV por las tardes en el programa infantil “Tris, tras y verás” en el año 2004, así como en el canal 53 dentro de la programación infantil de las tardes.

## Argumento
Sara, la hija de un rico minero de la India, llega a la escuela de niñas de Miss Minchin en Londres. Sara sabe mucho, habla francés perfectamente, inmediatamente se convierte en la mejor alumna. Ayuda y quiere a todo el mundo, desde la pequeña Lottie, que es demasiado pequeña para ir a la escuela y necesita desesperadamente una madre, hasta los hijos de la criada, Becky y Peter, que no se consideran personas en absoluto. 
Pero lo más importante son las riquezas de Sara, que la convierten en la representante de Miss Minchin y evocan los celos de Lavinia, la ex favorita. Cuando llega la noticia de que el padre de Sara ha muerto repentinamente en bancarrota, Sara se convierte en una huérfana sin un centavo. Miss Minchin, temerosa de que echar a la niña arruine la reputación de su escuela, deja que Sara se quede, pero le hace la vida imposible. 
Sara tiene que hacer el trabajo más duro en la cocina, sobre todo hambrienta, con todo el odio de Lavinia y el desprecio de la señorita Minchin ahora desatado sobre ella. Pero el espíritu de Sara no está roto y sus verdaderos amigos nunca la dejan en su miseria.

## Episodios
1. La academia Minchin para señoritas
2. La muñeca Emily
3. Primeras lecciones
4. Mi amiga Ermengarde
5. Lottie la llorona
6. Cenicienta Becky
7. La representante de las alumnas
8. Una buena señorita
9. Una carta de la India
10. Dos regalos
11. El cumpleaños de la princesa
12. El oscuro ático
13. Un día de duro trabajo
14. Una visita a media noche
15. Peter, un chico de ciudad
16. La aventura de Lottie
17. La familia del pequeño Melle
18. La triste fiesta de mayo
19. Noticias desde la India
20. El misterioso invitado de la habitación especial
21. Lágrimas amargas
22. La fiesta del ático
23. Una panadera muy amable
24. El destino de Emily
25. Cenicienta por un día
26. La pequeña profesora de las más jóvenes
27. Monsieur Dufarge vuelve a su país
28. El gran alboroto de las vacaciones de verano
29. La vuelta al hogar de Becky
30. El caballero que vino de la India
31. Ocurre algo misterioso en el desván
32. Un secreto al otro lado de la pared
33. Algo malo en el primer trimestre
34. Un día de tormenta
35. La vida a punto de extinguirse
36. El comienzo de la magia
37. Confusión en el ático
38. Magia destruida
39. Noches en el establo
40. Las lágrimas de Amelia
41. La fiesta de Halloween
42. Expulsada un día de nieve
43. Un regalo maravilloso
44. Es ella
45. La señora Minchin se arrepiente
46. Hasta el día en que nos volvamos a ver

## Doblaje al español
- Valle Acebrón - Sara Crewe
- Pilar Domínguez - Lottie
- Rocío Azofra - Lavinia
- Ana Ángeles García - Miss Minchin
- Inmaculada Gallego - Becky
- Julia Martinez - Peter

## Temas musicales
- Japón/España: (Inicio) "Hana no Sasayaki" cantada por Satoko Shimonari, (Cierre) "Himawari" cantada por Satoko Shimonari